# Phlegra arborea
Phlegra arborea är en spindelart som beskrevs av Wesolowska, Haddad 2009. Phlegra arborea ingår i släktet Phlegra och familjen hoppspindlar. Inga underarter finns listade i Catalogue of Life.